# Терме (Витербо)
Терме је насеље у Италији у округу Витербо, региону Лацио.
Према процени из 2011. у насељу је живело 13 становника. Насеље се налази на надморској висини од 261 м.